# 嚴錫命
嚴錫命（1618年12月18日—1645年），字意敕，四川成都府綿州南明鎮嚴家漕人，明朝末年政治人物。

## 生平
崇禎三年（1630年）庚午科四川鄉試第六名舉人，十年（1637年）中式丁丑科會試第六十名，二甲第二十九名進士。都察院觀政，十一年（1638年）八月授通州知州，十二年（1639年）革職，十五年（1642年）補彰德府推官、河北屯田，十七年（1644年）升吏部驗封司主事，弘光年間升郎中。
降張獻忠，為文華殿大學士、右丞相。張獻忠到其家，厭惡其豪侈，殺之。

## 家族
曾祖嚴廷貴；祖父嚴慎；父嚴有容，俱庠生。